# 錢萍
錢萍（1964年—），江西人，中國前女子羽球運動員。
中國在1981年加入國際羽毛球聯合會（現為羽毛球世界聯合會）之後，錢萍於1983年加入國家隊，是中國當時最年輕的球員之一，也是中國贏得1984年優霸盃（女子國際團體賽）冠軍的隊伍成員之一。錢萍曾贏得丹麥羽球公開賽（1982年秋季），和德國羽球公開賽（1985年、1987年），並在其他幾場頂級賽事中獲得亞軍，包括1986年和1987年的全英羽球公開錦標賽。在1987年全英決賽對陣丹麥選手珂絲坦·拉森時，她因膝蓋受傷而棄權，這一比賽後，她結束了自己的職業球員生涯。
錢萍的前夫是同時期國家隊主力男單熊國寶。兩人在進入國家隊之前，在同屬江西隊時就已經確立關係，直到1991年熊國寶退役後，兩人才在江西南昌結婚，並由時任江西省副省長吳官正證婚，育有一子。婚後，兩人因為熊國寶隻身前往泰國發展而聚少離多且甚少聯繫，最終於2002年協議離婚。離婚後，熊國寶和錢萍之間的關係較婚前反而大有改善，兩人也常一同出席羽毛球交流活動。